# Gynura hispida
Gynura hispida là một loài thực vật có hoa trong họ Cúc. Loài này được Thwaites mô tả khoa học đầu tiên năm 1860.